# Région (Slovaquie)

Carte des régions de Slovaquie

La région (kraj) est la plus grande division administrative de Slovaquie. 
Il y a huit régions depuis 1990. Depuis 2001, elles constituent également des collectivités territoriales (samosprávny kraj) disposant de compétences propres et d'instances élues, dont le président, qui en dirige l'exécutif (dit župan).

## Liste des régions[2]
| Code   | Région                    | Drapeau | ISO 3166-2 | Habitants | Superficie [km²] | Densité [hab./km²] | Communes | dont villes | Nombre de districts | Districts |
| ------ | ------------------------- | ------- | ---------- | --------- | ---------------- | ------------------ | -------- | ----------- | ------------------- | --- |
| 1      | Région de Bratislava      |         | SK-BL      | 606 537   | 2 052,5          | 296                | 73       | 7           | 8                   | Bratislava I, Bratislava II, Bratislava III, Bratislava IV, Bratislava V, Malacky, Pezinok, Senec                                                    |
| 2      | Région de Trnava          |         | SK-TA      | 555 509   | 4 146,6          | 134                | 251      | 16          | 7                   | Dunajská Streda, Galanta, Hlohovec, Piešťany, Senica, Skalica, Trnava                                                                                |
| 3      | Région de Trenčín         |         | SK-TC      | 594 186   | 4 502,0          | 132                | 276      | 18          | 9                   | Bánovce nad Bebravou, Ilava, Myjava, Nové Mesto nad Váhom, Partizánske, Považská Bystrica, Prievidza, Púchov, Trenčín                                |
| 4      | Région de Nitra           |         | SK-NI      | 689 564   | 6 343,8          | 109                | 354      | 15          | 7                   | Komárno, Levice, Nitra, Nové Zámky, Šaľa, Topoľčany, Zlaté Moravce                                                                                   |
| 5      | Région de Žilina          |         | SK-ZI      | 689 601   | 6 808,7          | 101                | 315      | 18          | 11                  | Bytča, Čadca, Dolný Kubín, Kysucké Nové Mesto, Liptovský Mikuláš, Martin, Námestovo, Ružomberok, Turčianske Teplice, Tvrdošín, Žilina                |
| 6      | Région de Banská Bystrica |         | SK-BC      | 660 128   | 9 454,4          | 70                 | 516      | 24          | 13                  | Banská Bystrica, Banská Štiavnica, Brezno, Detva, Krupina, Lučenec, Poltár, Revúca, Rimavská Sobota, Veľký Krtíš, Zvolen, Žarnovica, Žiar nad Hronom |
| 7      | Région de Prešov          |         | SK-PV      | 815 806   | 8 973,9          | 91                 | 666      | 23          | 13                  | Bardejov, Humenné, Kežmarok, Levoča, Medzilaborce, Poprad, Prešov, Sabinov, Snina, Stará Ľubovňa, Stropkov, Svidník, Vranov nad Topľou               |
| 8      | Région de Košice          |         | SK-KI      | 792 991   | 6 754,5          | 117                | 440      | 17          | 11                  | Gelnica, Košice I, Košice II, Košice III, Košice IV, Košice-okolie, Michalovce, Rožňava, Sobrance, Spišská Nová Ves, Trebišov                        |
| Total: | Total:                    | Total:  | Total:     | 5 404 322 | 49 036,4         | 110                | 2 891    | 138         | 79                  | |